# Platylabops nigrocoxalis
Platylabops nigrocoxalis är en stekelart som först beskrevs av Kiss 1929.  Platylabops nigrocoxalis ingår i släktet Platylabops och familjen brokparasitsteklar. Inga underarter finns listade i Catalogue of Life.